# Spoorwegmuseum van Azerbeidzjan
Het Spoorwegmuseum van Azerbeidjan (Azerbeidzjaans: Azərbaycan Dəmiryol Muzeyi) is een spoorwegmuseum in Bakoe, Azerbeidzjan. Het museum werd geopend in 2019.
Het museum is gevestigd in het historische gebouw van het Sabunchu-treinstation in het stadscentrum van Bakoe, vlak bij het Jafar Jabbarli-plein.

## Geschiedenis
De opening van het Azerbeidzjaanse Spoorwegmuseum vond plaats op 19 november 2019, in aanwezigheid van president İlham Əliyev.
Tijdens de COVID-19-pandemie was het museum gesloten, en werden werken uitgevoerd. Nadat het was uitgebreid met nieuwe tentoonstellingen, werd het op 28 december 2023 weer geopend voor bezoekers.
Het historische Sabunchu-treinstation (vlak bij het metrostation 28 Mei), een van de drie gebouwen die het historische stationscomplex van het Bakoe-passagiersstation vormen, is de thuisbasis van het Azerbeidzjaanse Spoorwegmuseum. Dit gebouw werd op 6 juli 1926 in gebruik genomen, de dag waarop de eerste geëlektrificeerde spoorlijn in Azerbeidzjan werd geopend. Het Sabunchu-treinstation in Bakoe was het eerste stationsgebouw dat elektrische treinen ontving.
Het gebouw is gebouwd volgens de nationale architectuurtradities van Azerbeidzjan en doet qua uiterlijk en vele elementen denken aan het Paleis van de Shirvanshah. Opmerkelijk zijn de ramen van het gebouw, gemaakt in de stijl van de nationale "shabaka"-kunst, het decor uit de Shirvanshah-periode in het bovenste deel van de voorgevel van de ingang en de stenen beelden van leeuwen op de klokkentoren.
Het museum beschikt over twee tentoonstellingszalen, een bioscoopzaal en zalen voor het organiseren van culturele en zakelijke evenementen. Er worden evenementen gehouden zoals signeersessies, voorleesuren, boek- en kunsttentoonstellingen en ontmoetingen met bekende personen. In de hallen zijn diverse interessante tentoonstellingen te zien die betrekking hebben op de ontwikkelingsfasen van de spoorwegsector in Azerbeidzjan. Er worden onder andere foto- en videomateriaal tentoongesteld dat de geschiedenis van de aanleg van de spoorwegen in de 19e eeuw weergeeft. Ook zijn er treinmodellen te zien. Verder werd er een fotohoek ingericht om de invloed van president Hejdar Alijev bij de ontwikkeling van de spoorwegen in Azerbeidzjan te benadrukken.

## Fotogalerij

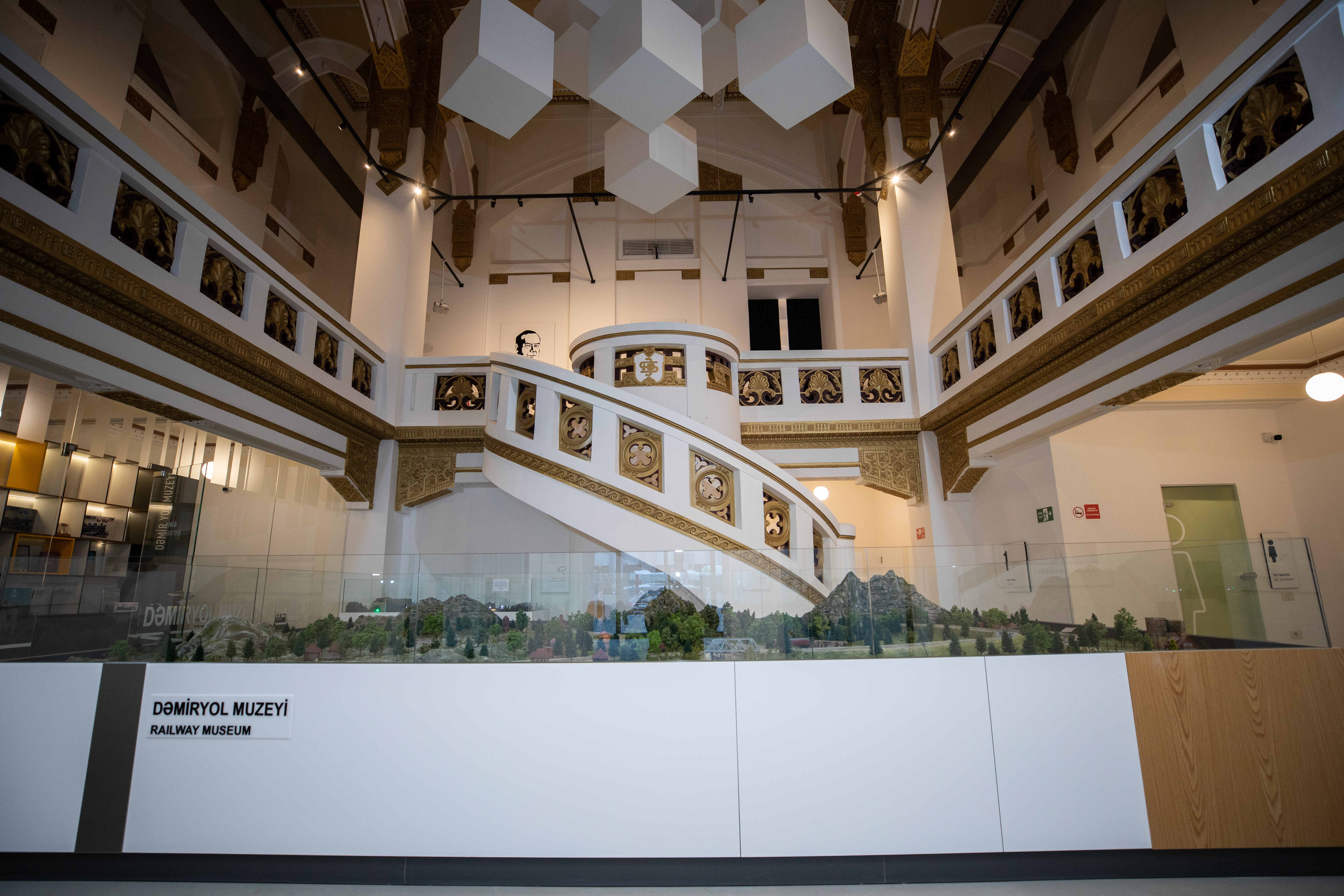
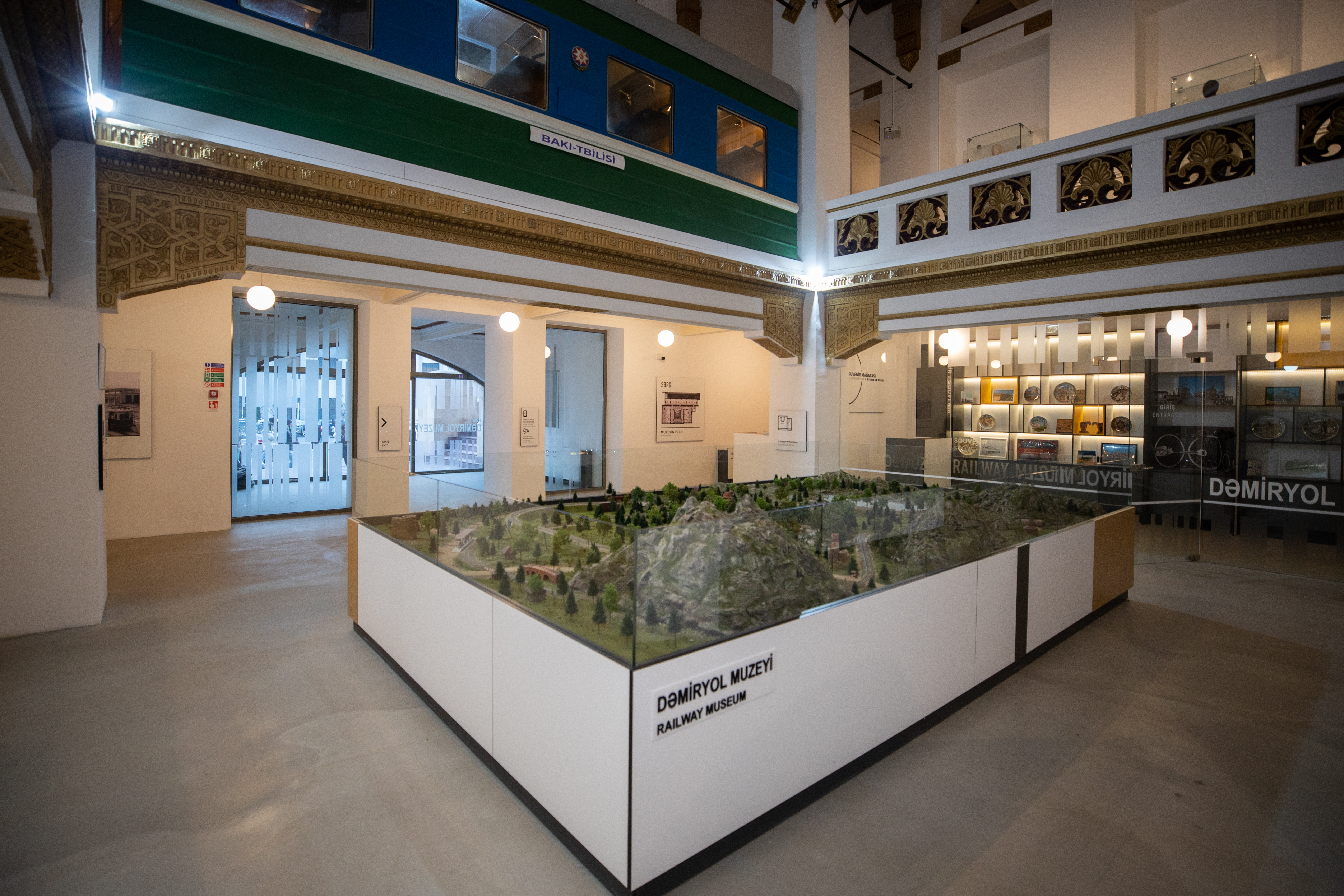
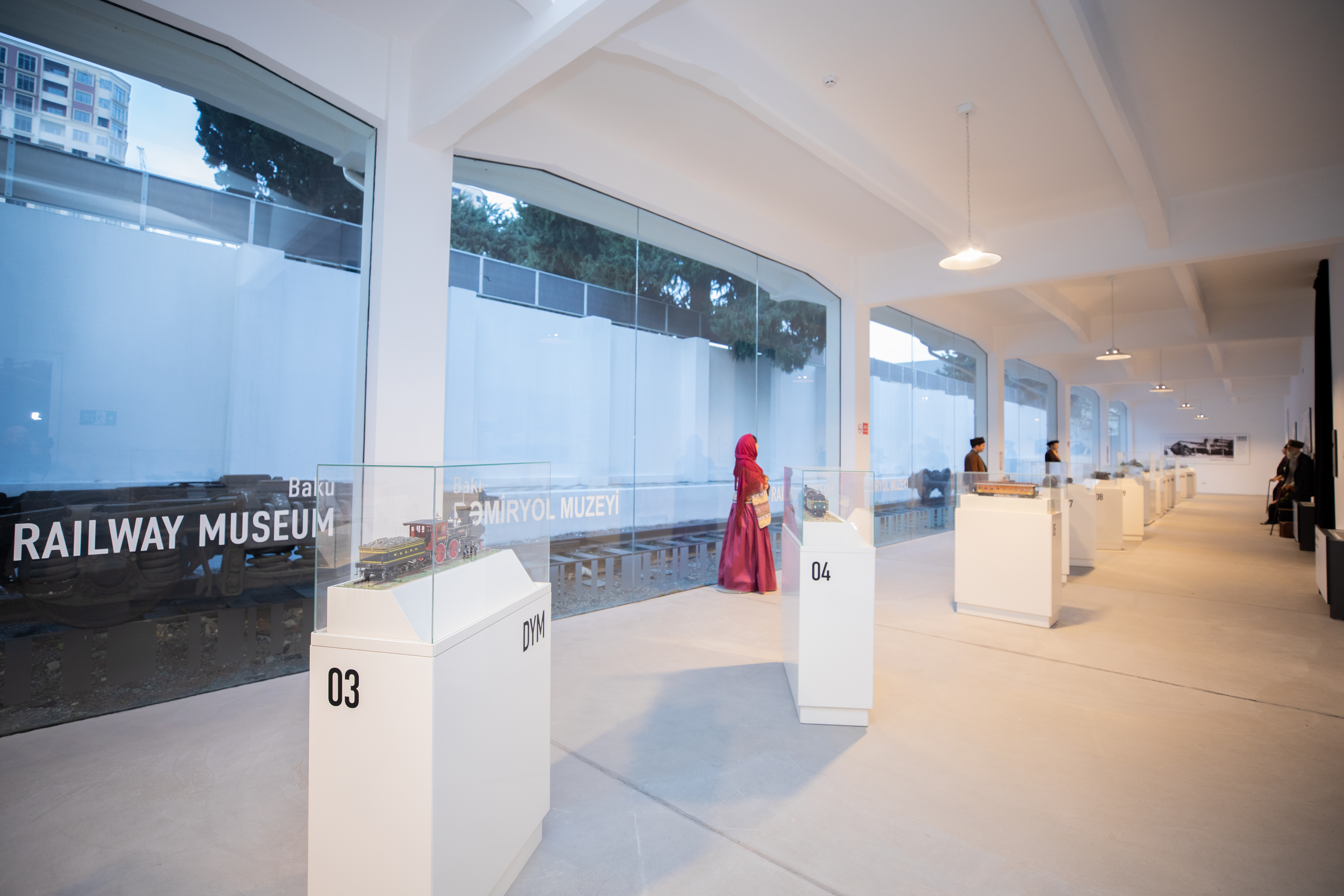
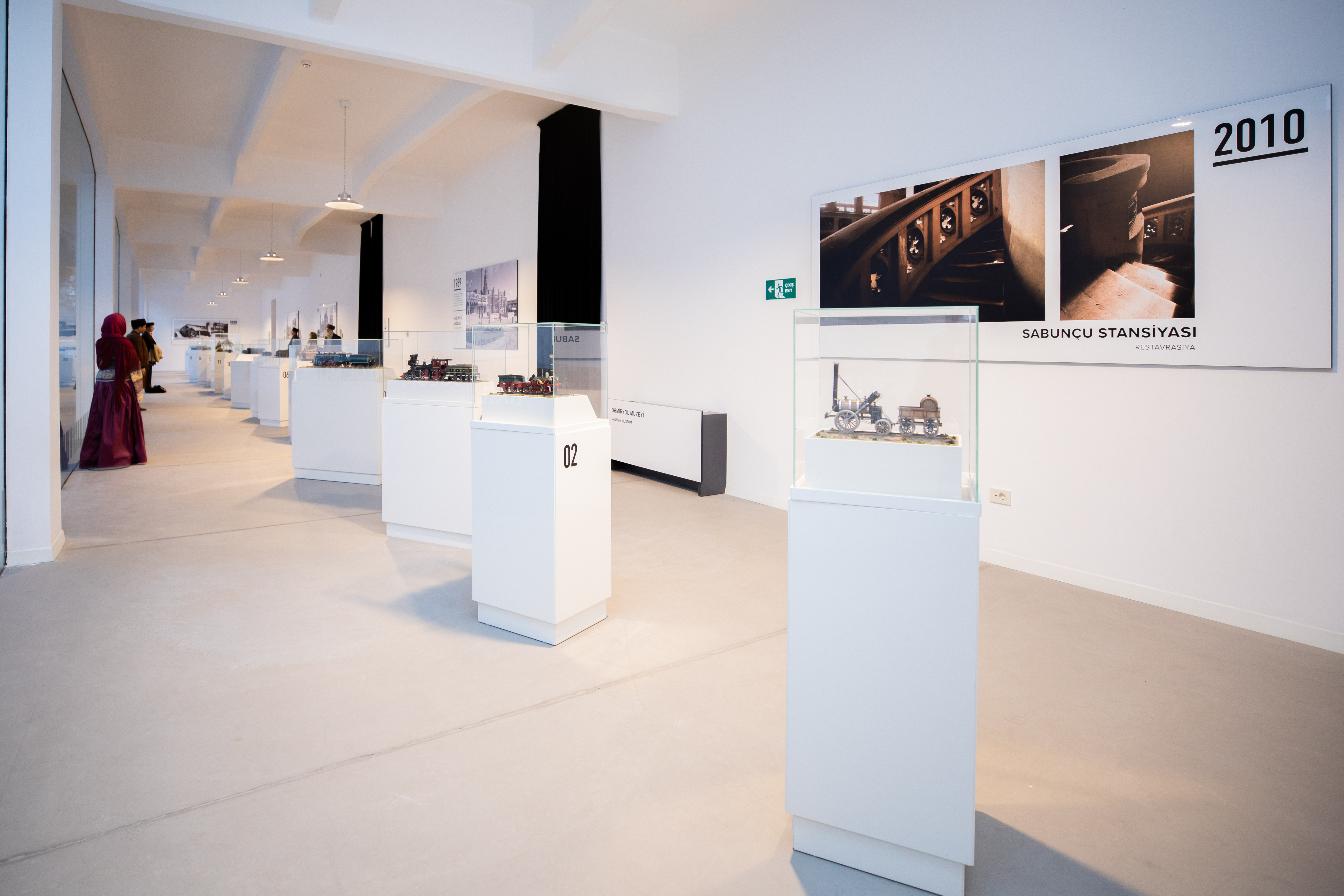
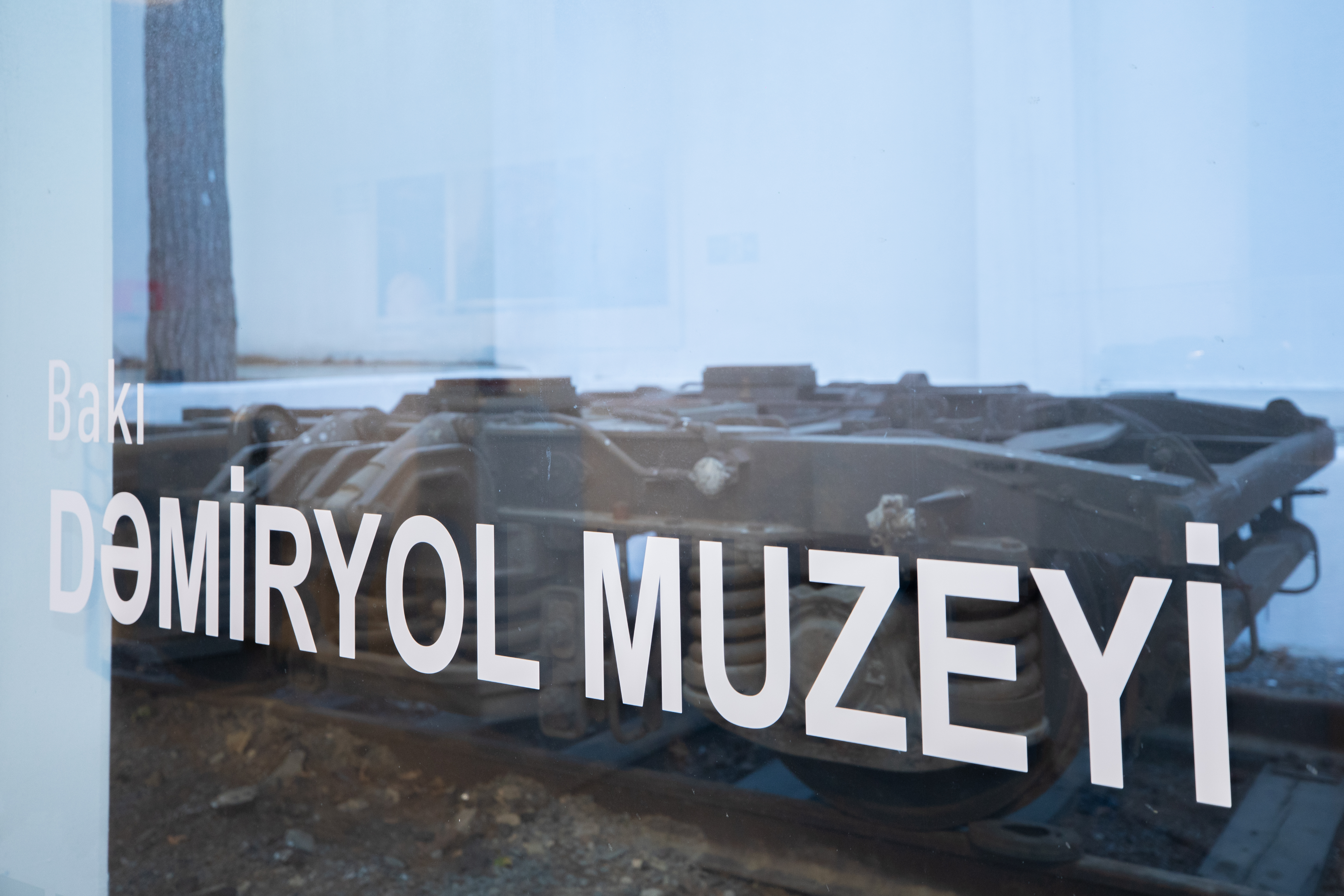
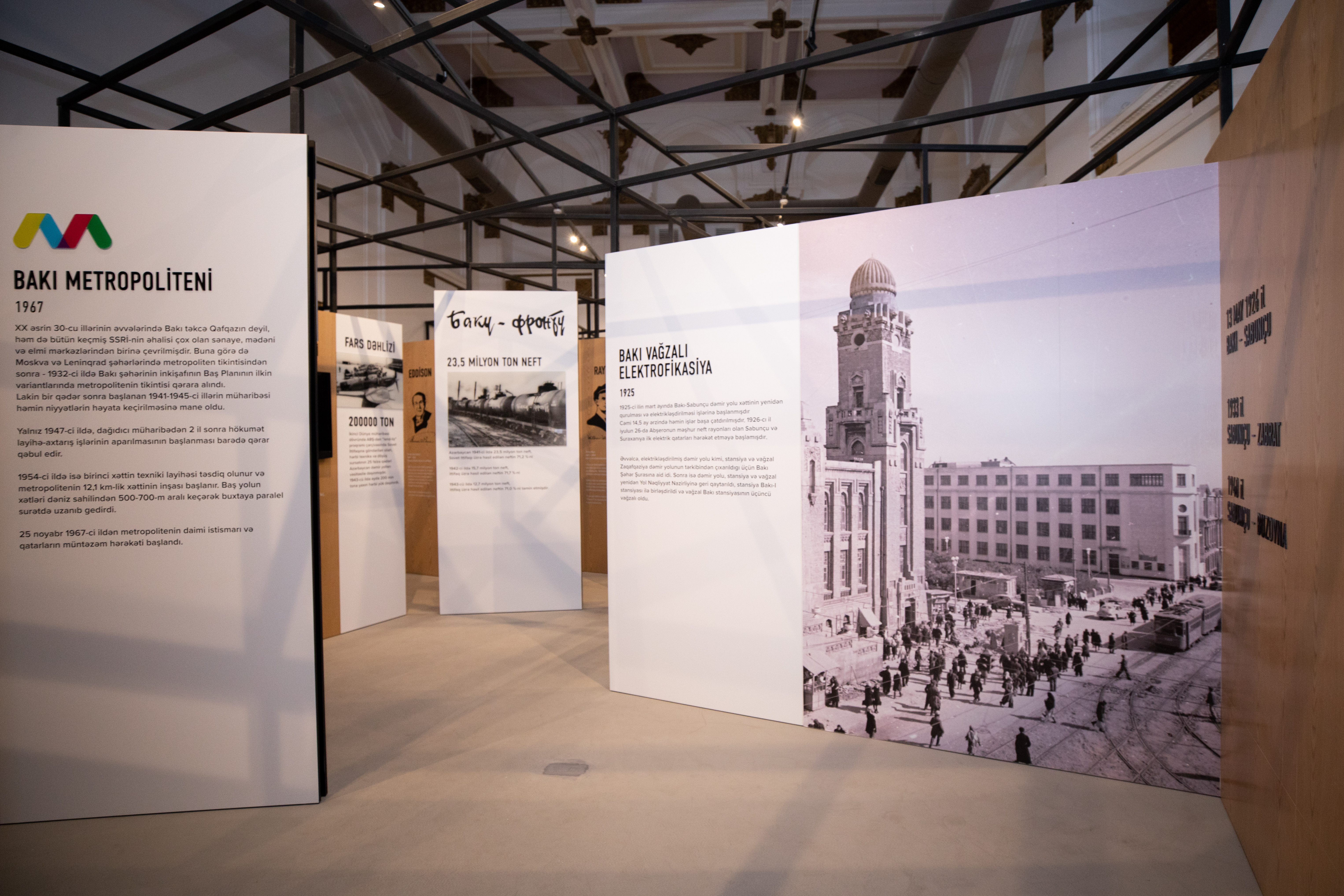
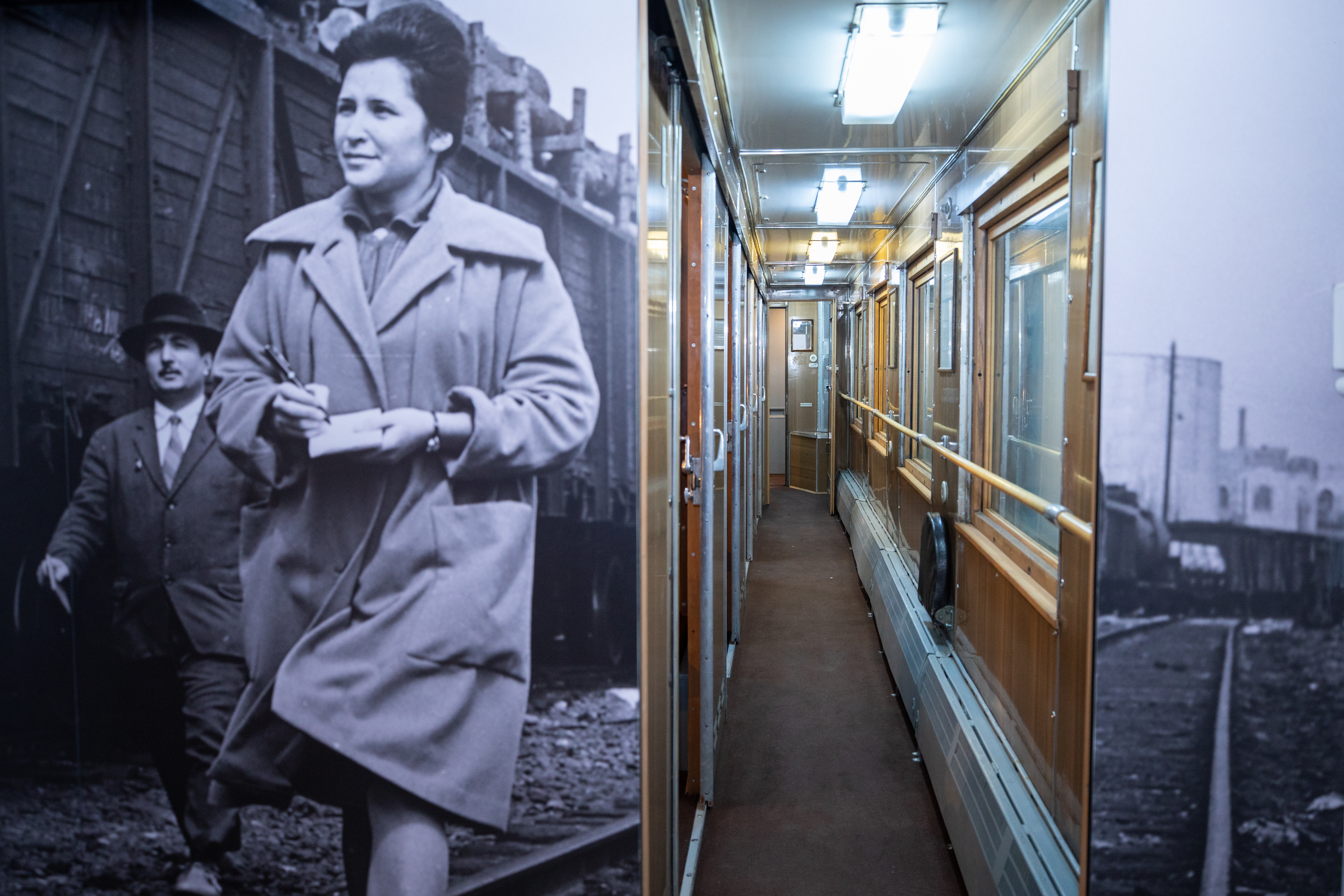
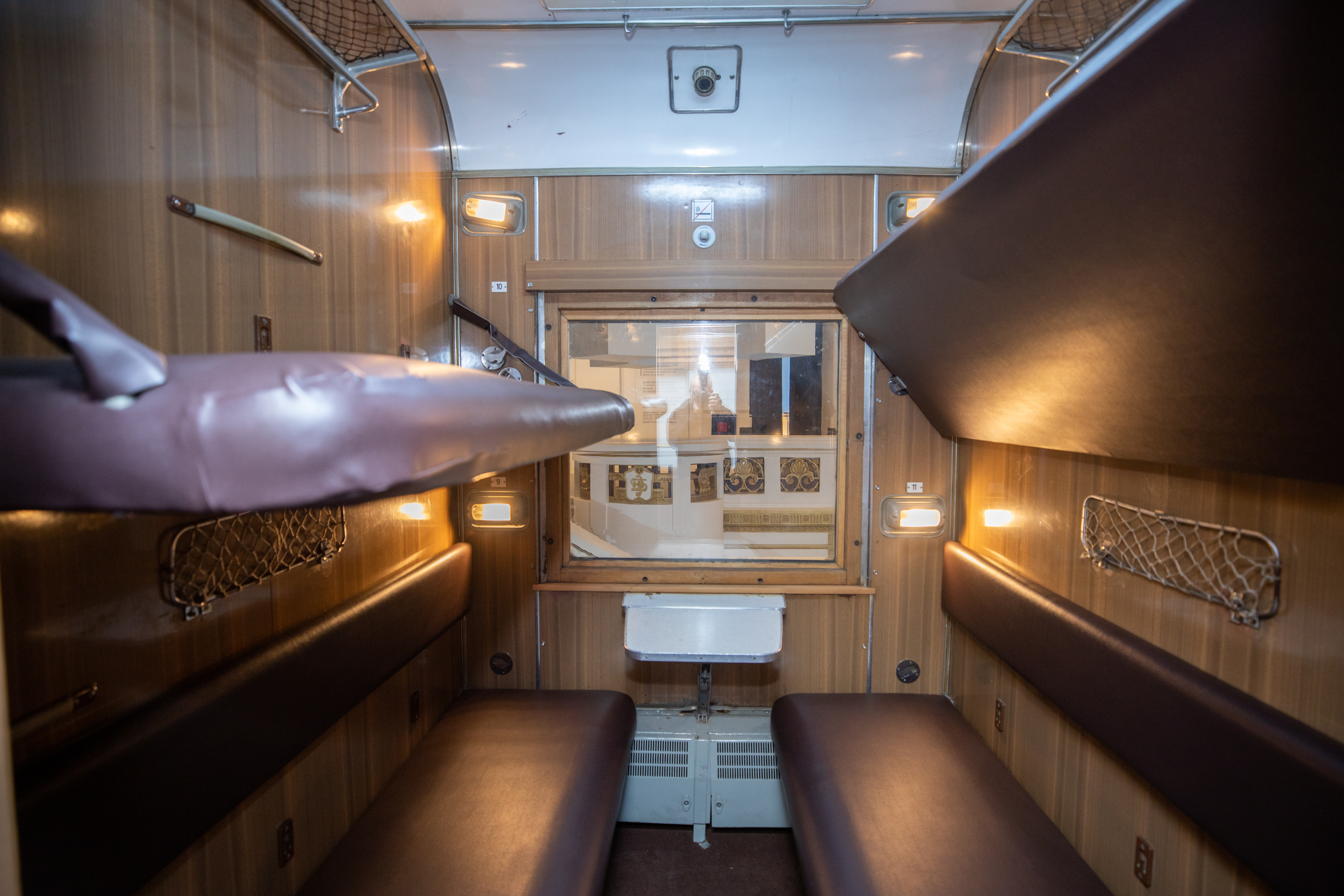
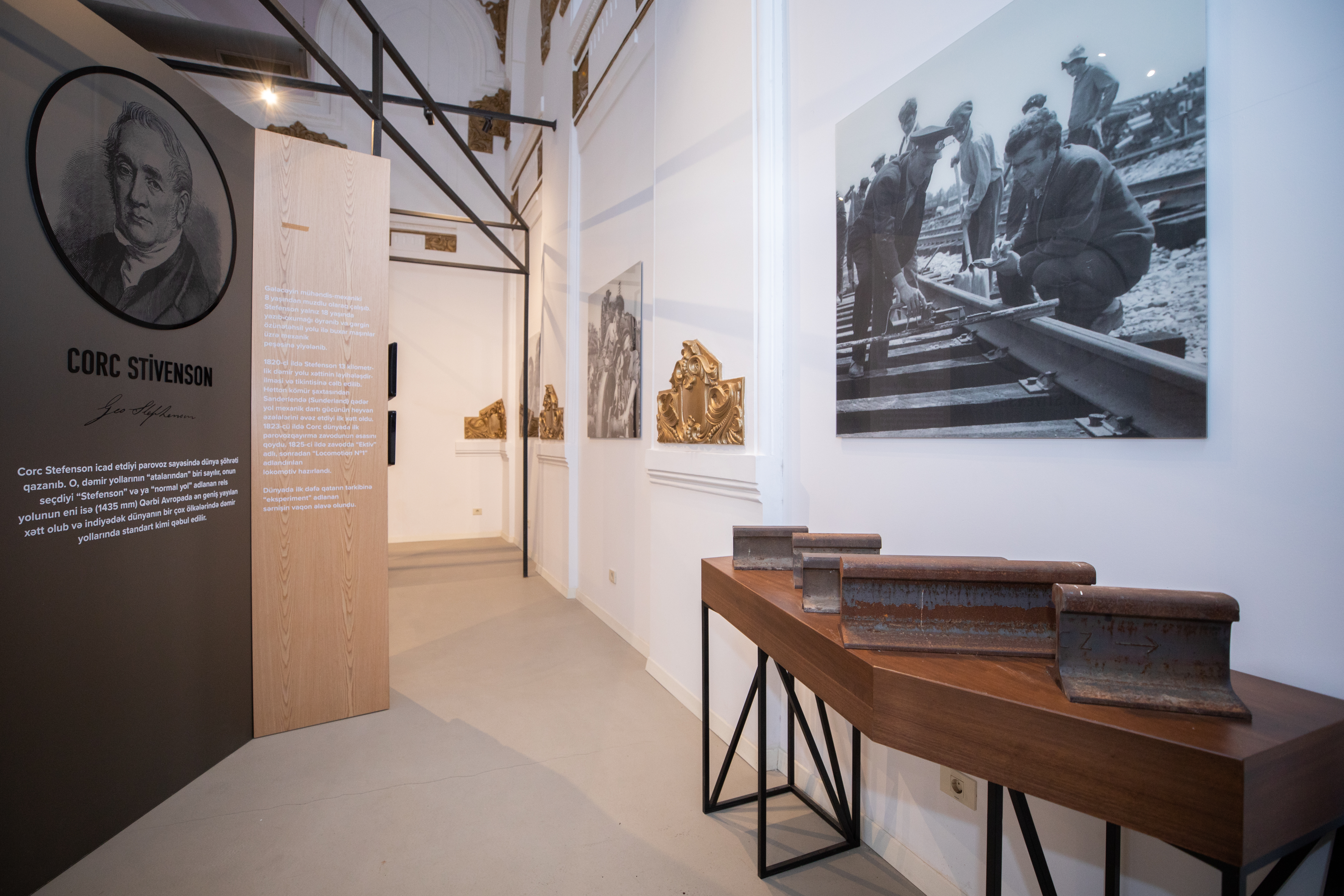